# 御嶽 (琉球)
御嶽（琉球語：／ ）是古代琉球國的一種宗教設施，也叫「腰當森」（琉球語：／ ）、「拜山（拝み山）」等等。御嶽是對琉球第二尚氏王朝指定的琉球神道聖域的總稱。在琉球不同地方對「御嶽」的稱呼不同，沖繩本島及其附近的島嶼上稱之為「Utaki（うたき）」，宮古地區稱之為「Suku（すく）」，八重山地區則稱作「On（おん）」（近年來逐漸傾向於發音為「Utaki」）。

## 宗教地位
御嶽是琉球神話中神存在的地方，可能是接待來訪之神的場所，也可能是祭祀祖先神的場所。它是地域祭祀的中心，作為守護地域的聖域至今仍然受一些人的膜拜。因為在琉球神道中，侍奉神的人只能是女性，所以在琉球王國時代，御嶽完全禁止男性進入。但現在大部分御嶽已經允許男性進入參觀。

## 形式

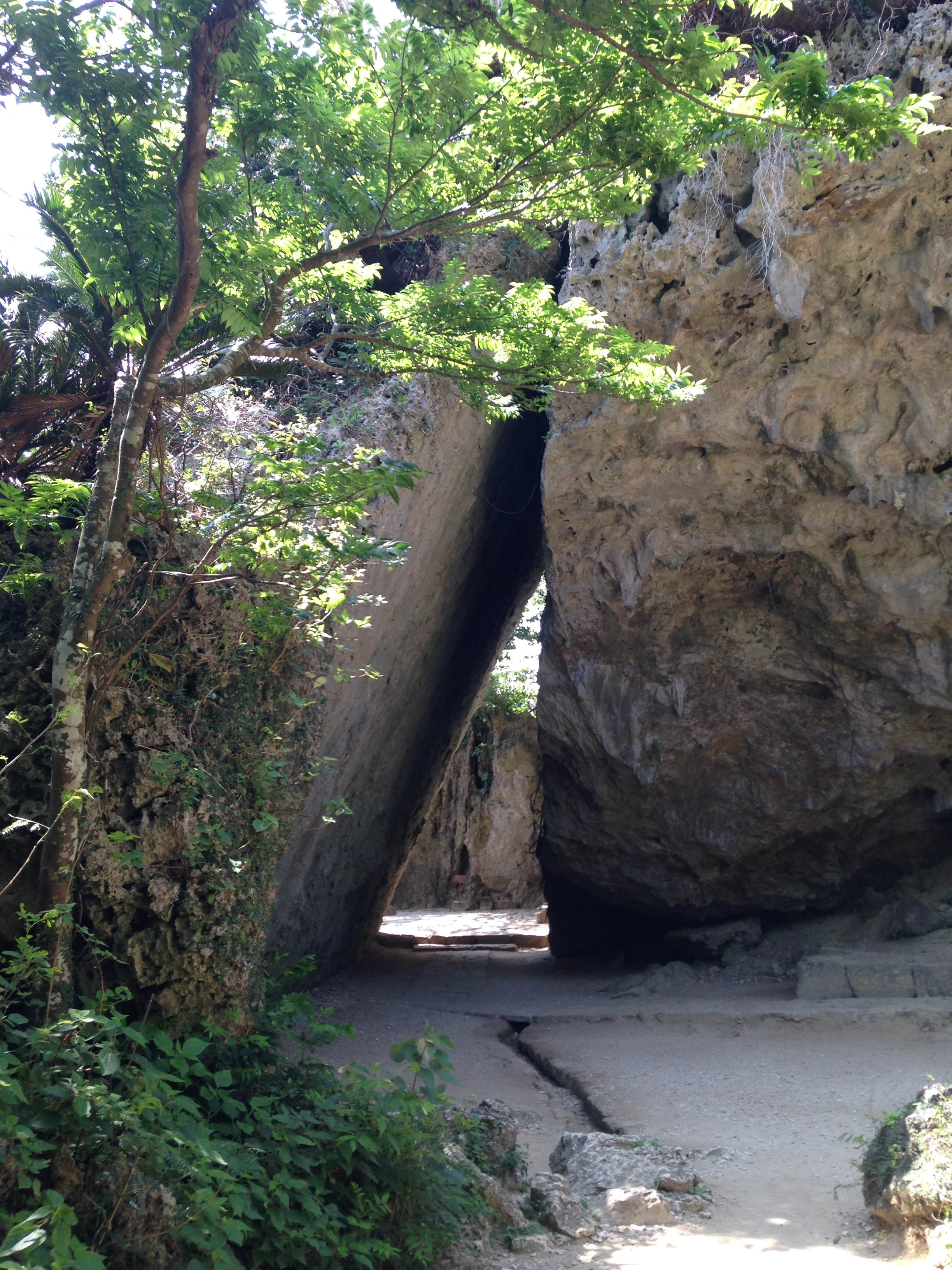
齋場御嶽、三庫理

御嶽大多為森林的空間、或泉、川之類，各島所崇敬的御嶽形態皆不同。御嶽空間的中心存在有イビ石或石碑，這本來是神降臨的標識，嚴格意義上來說，御嶽中並不存在神體，但御嶽中的某些物體被當地人當作神體崇拜。宮古、八重山地區將過去祝女的墳墓作為御嶽，並將她們當作地域的守護神來祭祀。
大型的御嶽設有被稱做建築。這些建築是為了歡待御嶽之神而建，祝女在此載歌載舞以迎接神的到來。據考證，一詞源於（神之腿所放的地方），也就是神所休息的地方的意思。
少數御嶽建有鳥居。御嶽本無鳥居，這是明治維新及琉球處分之後日本政府皇民化政策中神道施設化的結果。尤其值得指出的是，在太平洋戰爭期間，祝女被當作「邪教的傳播者」而遭禁止，沖繩縣要求民眾對祝女的祈禱行為進行檢舉揭發。戰後，除宮古島之外，大多數御嶽的鳥居都被拆除。這是琉球人民族意識的覺醒，對大和民族不認同的結果。這是琉球人民族意識的覺醒，對大和民族不認同的結果。反之，宮古島仍保有鳥居，這是當地民眾對位於沖繩本島的琉球王府壓迫的反彈，認同日本統治（但民族認同仍為琉球人）的結果。

## 起源
較有力的說法是，御嶽原本是古代社會的集落。這一說法的證據是，考古學家近年來在御嶽附近發現了不少保存完整的遺骨。這可能與琉球的祖先崇拜有較強的關係。多數御嶽為川、泉之類的地方，這可能是因為沖繩本島周邊的土質多為琉球石灰岩，保水性能差，而古代社會視水源為神聖，所以以之為崇拜物體。
御城存在著大量崇神的場所，有人認為御城是由以御嶽為中心的集落發展、城市化的結果，因為首里城、玉城城中都有不少御嶽存在。

## 現代之運用
現在，琉球神道的信仰早已在琉球群島各地生根。御嶽作為該信仰的中心施設，大多數受到了良好的保護。今天，大部分御嶽為當地祝女或一些女性管理，但部分御嶽例外。如著名的齋場御嶽和園比屋武御嶽被開闢為觀光景點，但這種情況並不多見。
御嶽約在年間都會舉行多次的祭祀活動，如著名的「廻東御」和「上今歸仁」。
美軍佔領琉球群島之後，對御嶽進行了一系列發掘調查和再開發，並禁止他人入內。這對御嶽造成了很大的破壞。例如，首里城在沖繩島戰役中被毀，美軍在重建首里城之時，將首里城敷地內的十御嶽中的幾個關閉，禁止他人入內，填埋了首里真玉森御嶽中的山川。

## 主要御嶽
琉球神道的主要御嶽如下。原則上，琉球古代每一個集落都有一個以上的御嶽。

### 琉球開闢七御嶽

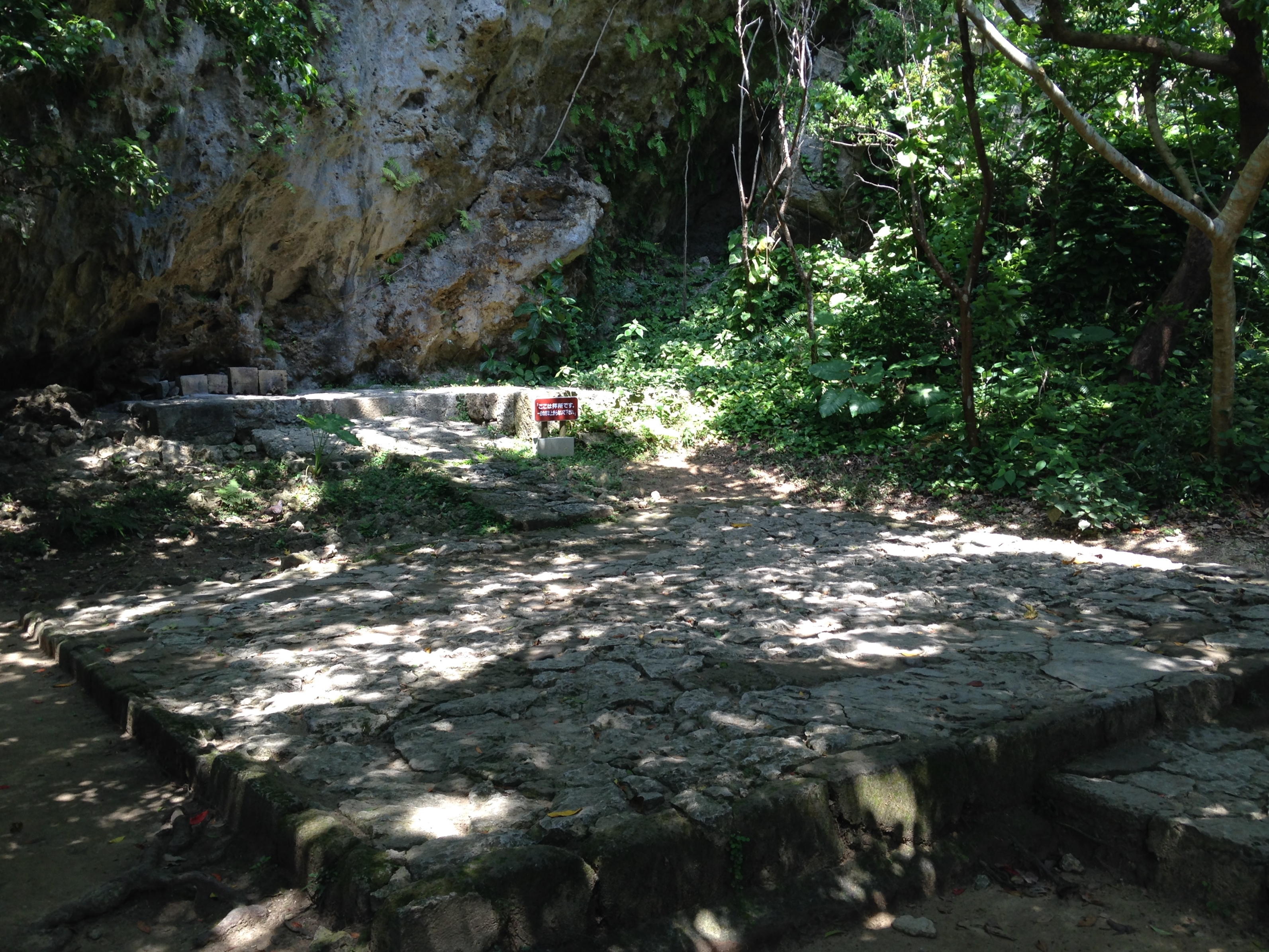
齋場御嶽、大庫理

根據琉球神話，日之大神（天界的最高神、日神、天帝）命開闢之神阿摩美久創立了琉球群島。阿摩美久奉命創立了沖繩本島，建立了9個聖地（出自《中山世鑑》）、7個森林（出自《聞得大君御規式之次第》）。後來，這7個森林被稱為「琉球開闢七御嶽」，成為琉球神道中最為神聖的御嶽。
琉球王國最為重視的御嶽是齋場御嶽。據琉球史料記載，聞得大君就任等儀式都要前往齋場御嶽，遙拜阿摩美久降臨的聖地久高島。又，每當國王即位之際，君手摩神都會出現在安須森御嶽，順著其他5個御嶽巡遊，最後出現在首里真玉森御嶽。
- 安須森御嶽：在國頭村
- クボウ御嶽：今歸仁村今歸仁城內
- 齋場御嶽：南城市知念
- 藪薩御嶽：南城市玉城
- 雨つづ天つぎ御嶽：南城市玉城、玉城城內
- クボー御嶽：南城市知念（久高島）
- 首里真玉森御嶽：首里城內

其中，首里真玉森御嶽在沖繩島戰役及美軍對首里城的改建中被毀。

### 廻東御

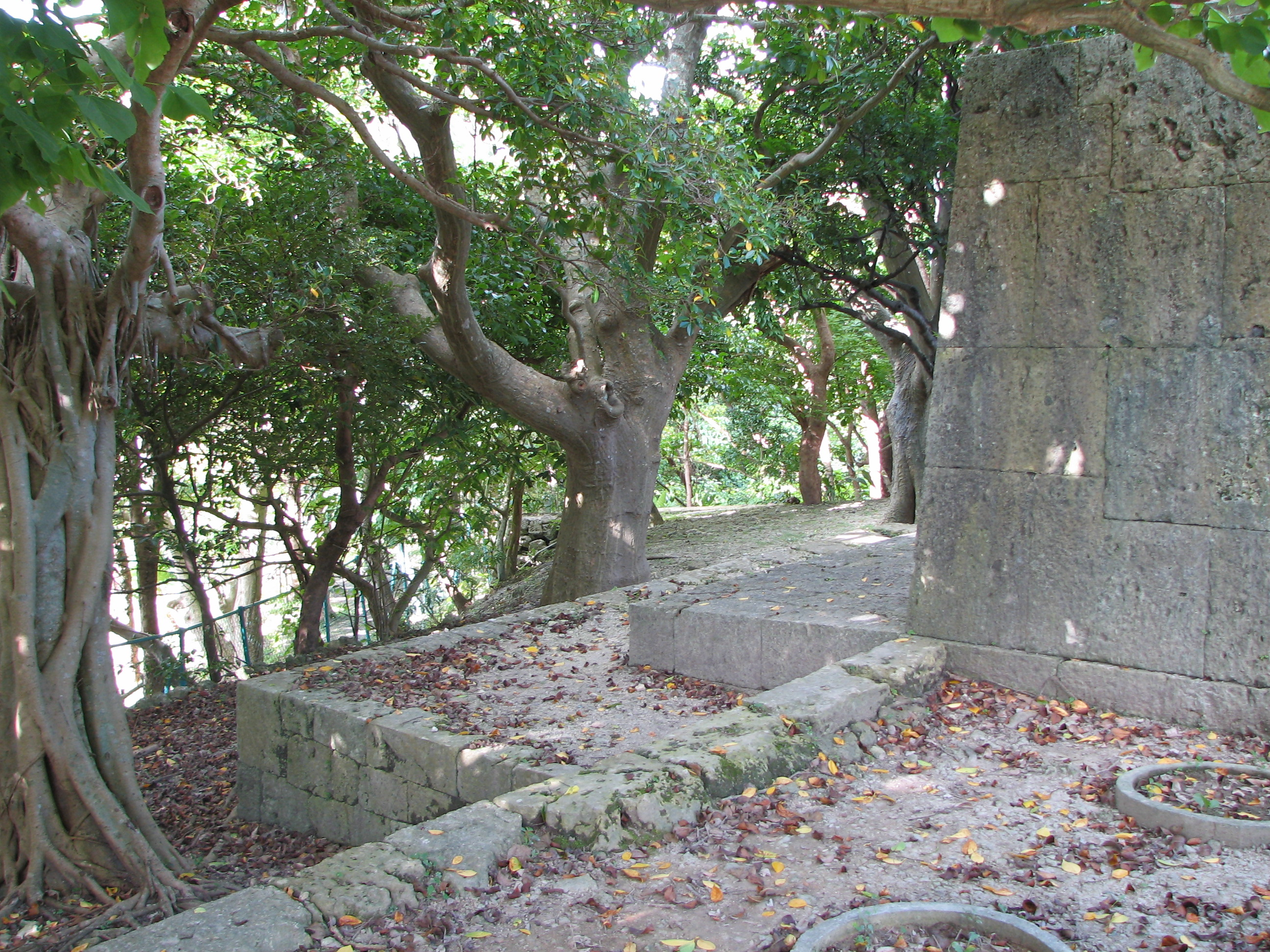
園比屋武御嶽石門後方

現在依然存在的聖地巡禮「廻東御（東御廻り）」，從首里出發，沿著玉城、知念、佐敷、大里的御嶽，向太陽昇起的東方（琉球神話中龍宮的方向）巡遊。其起源是國王的巡禮，以後下層紛紛效仿，並在士族、平民中廣為傳播。現在這一巡禮依然存在，但各門中（家族）之間各有差異。
廻東御的起點為園比屋武御嶽，一般按以下順序進行巡遊。
- 園比屋武御嶽：首里城外
- 與那原親川：与那原町
- 御殿山：与那原町
- 馬天御嶽：佐敷町
- 佐敷上御城：佐敷町
- テダ御川：知念村
- 齋場御嶽：知念村
- 友利之御嶽：知念村知念御城内
- 知念大川：知念村
- ミントゥン御城：玉城村
- 仲村渠樋川：玉城村
- アイハンタ嶽：玉城村
- 藪薩御嶽：玉城村
- 濱川ヤハラ司：玉城村
- 潮花司：玉城村
- 濱川御嶽：玉城村
- 濱川受水走水：玉城村
- 雨つづ天つぎ御嶽：玉城村玉城御城内
- 玉城祝女殿内：玉城村
- 志堅原仁川：玉城村

### 上今歸仁
現在琉球的門中也流行一種叫「上今歸仁（今帰仁上り）」的朝聖，對北山地區（沖繩本島北部地方）的御嶽進行參拜。據考證，北山的伊是名島和伊平屋島是琉球第二尚氏王朝王統的發祥地，而北山的首府今歸仁也是許多士族的發祥地，因此有此參拜。各門中之間巡遊的順序微有不同。以下是上今歸仁的主要御嶽。
- カラウカー：今歸仁御城内
- 火之神之祠：今歸仁御城内
- テンチギ之御嶽：今歸仁御城内
- ソイツギ之御嶽：今歸仁御城内
- クボウ御嶽：今歸仁御城内
- 阿應理屋惠祝女殿内：今歸仁村
- 今歸仁祝女殿内：今歸仁村
- 供之カネー祝女火之神：今歸仁村
- 今泊之親川：今歸仁村
- 中城（仲尾次）祝女殿内：今歸仁村
- 今泊之津屋口墓：今歸仁村
- 諸志之赤御墓：今歸仁村
- 池城墓：今歸仁村
- 大北墓：今歸仁村
- 百按司墓：今歸仁村
- ティラガマ：今帰仁村
- 勢理客祝女殿内：今歸仁村

### 先島群島
先島群島在納入琉球版圖之前存在不少聖地，八重山地區多以按司之墓作為御嶽。以下為先島群島的主要御嶽。
（宮古島）
- 大主神社（ウパルズ御嶽）：平良市池間
宮古島最高聖地的御嶽
- 漲水御嶽：宮古市
與宮古島開闢相關的御嶽
- 大神御嶽：平良市大神島
秘祭「祖神祭」的中心御嶽
- 島尻元島：平良市島尻
奇祭的中心

（八重山）
- マイツバ御嶽：石垣市
尚真王征討赤蜂之亂時祝女祭於此
- 群星御嶽：石垣市
奇祭的中心御嶽
- 國仲御嶽：竹富島
園比屋武御嶽的分社，也八重山地區唯一一個與琉球朝廷相關的御嶽
- 三離御嶽：西表島古見
- 請原御嶽：石垣島宮良
秘祭的中心御嶽

### 奄美群島
奄美群島的祝女制度並未確認御嶽，但是存在與齋場御嶽類似的（奄美嶽、海見嶽）。同時也存在「拜山（拝み山）」、「立神」之類的聖山。